# Sotirja
Sotirja (Bulgaars: Сотиря) is een dorp in de Bulgaarse  oblast Sliven. Op 31 december 2019 telde het dorp 2.503 inwoners.

## Bevolking
In tegenstelling tot overige plattelandsgebieden in Bulgarije is de bevolking van het dorp Sotirja continu toegenomen, vooral als gevolg van de hoge geboortecijfers onder de etnische Roma in het dorp. Volgens de optionele volkstelling van 2011 identificeerde 53,9% van de bevolking zich als Roma, terwijl etnische Bulgaren 40,5% en Bulgaarse Turken 2,6% vormden.
Het dorp heeft een zeer jonge leeftijdsopbouw. In 2011 werden 802 kinderen jonger dan 15 jaar geregistreerd, hetgeen 38,3% van de bevolking is. Verder werden er 1.130 inwoners tussen 15 en 64 jaar oud geregistreerd (53,9%), terwijl 65-plussers zo'n 7,8% van de bevolking vormen. 